# ماده ۹۹
ماده ۹۹ (به انگلیسی: Article 99) یک فیلم کمدی-درام آمریکایی محصول سال ۱۹۹۲ به کارگردانی هاوارد دویچ و نویسندگی ران کاتلر است. این فیلم توسط کمپانی اوریون پیکچرز تهیه شده‌است و کیفر ساترلند، ری لیوتا، فارست ویتاکر، جان کریستوفر مک‌گینلی، روتانیا آلدا و لی تامپسون در این فیلم ایفای نقش می‌کنند. موسیقی متن فیلم توسط دنی الفمن ساخته شده‌است. عنوان فیلم ظاهراً به یک خلأ قانونی اشاره دارد که بیان می‌کند، مگر اینکه بیماری/جراحتی مربوط به خدمت سربازی باشد، و او یک جانباز واجد شرایط دریافت مزایای بیمارستان وزارت امور کهنه‌سربازان ایالات متحده آمریکا نیست.

## داستان
داستان این فیلم دربارهٔ چند پزشک که در یک بیمارستان قدیمی با وضعیت سختی روبرو هستند می‌باشد، که با مشکل تعداد زیاد بیماران و کمبود تخت برای رسیدگی به آنها رو به رو می‌باشند. پزشکان مصمم هستند به بهترین نحو به مردم خدمت کنند…

## تولید
این فیلم در کانزاس‌سیتی، میزوری، فیلمبرداری شده‌است. بسیاری از مکان‌های دیدنی مرکز شهر را می‌توان در معرفی فیلم و در سرتاسر آن مشاهده کرد، از جمله بنای یادبود لیبرتی مموریال بیمارستانی که در فیلم مورد استفاده قرار گرفت، به نام بیمارستان سنت مری شناخته می‌شد و روبه‌روی بنای یادبود لیبرتی مموریال قرار داشت. بیمارستان سابق برای تخریب در سال ۲۰۰۴ برنامه‌ریزی شد و در سال ۲۰۰۵ تخریب شد تا راه را برای ساختمان جدید بانک فدرال رزرو باز کند.

## پاسخ انتقادی
این فیلم نقدهای متفاوتی دریافت کرد و بر اساس ۱۴ بررسی در سایت راتن تومیتوز دارای امتیاز ۴۳٪ است.

## باکس آفیس
این فیلم در آخر هفته افتتاحیه خود (۱۳ مارس ۱۹۹۲) ۲٫۴۶ میلیون دلار (۴٫۷۵ میلیون دلار بر اساس شرایط امروزی) به دست آورد و در ۱۲۶۲ سینما به نمایش درآمد و آن را در رتبه ششم فیلم آخر هفته قرار داد. مجموع درآمد ناخالص داخلی ۶٫۳۸ میلیون دلار (۱۲٫۳ میلیون دلار در شرایط امروزی) بود.